# 福特Flex
福特Flex（英文：Ford Flex）是福特汽車在美國生產的全尺寸七人座跨界休旅車，車長超過5米。設計來自福特Fairlane概念車，幾乎無多做修改。最初在2007紐約車展亮相，加拿大Oakville工廠生產，本車目的在取代福特自由星和金牛座X的市場並搶攻國外休旅車在美國佔據的市場，所以僅在美加地區銷售和少量外銷中東，2013年推出小改款。
本車原配就有多項電腦科技裝備，例如微軟系統的數位多媒體收音機、聲控車內通訊整合系統和防瞌睡駕駛系統，电子稳定程序加上RSC翻滾穩定輔助系統，外觀可選配双氙頭灯和LED方向燈和多種尺寸車輪，意圖搶攻年輕人市場，但是車價約3萬美金起跳較為貴。
另有大型冷藏冰箱、Multi-Panel Vista Roof天窗、DVD播放器、8吋觸控螢幕、車內氣氛照明都是標準配備，發動機為最大260匹馬力3.5升V6引擎，可選EcoBoost引擎。
2010年推出較貴的Flex Titanium版，該「鈦」版車型並無更動，但是諸多內外裝配件換裝特殊金屬質感鍍鉻材料，燻黑頭燈，提升整車的質感，搶攻高級商務人士市場。

## 美國銷售

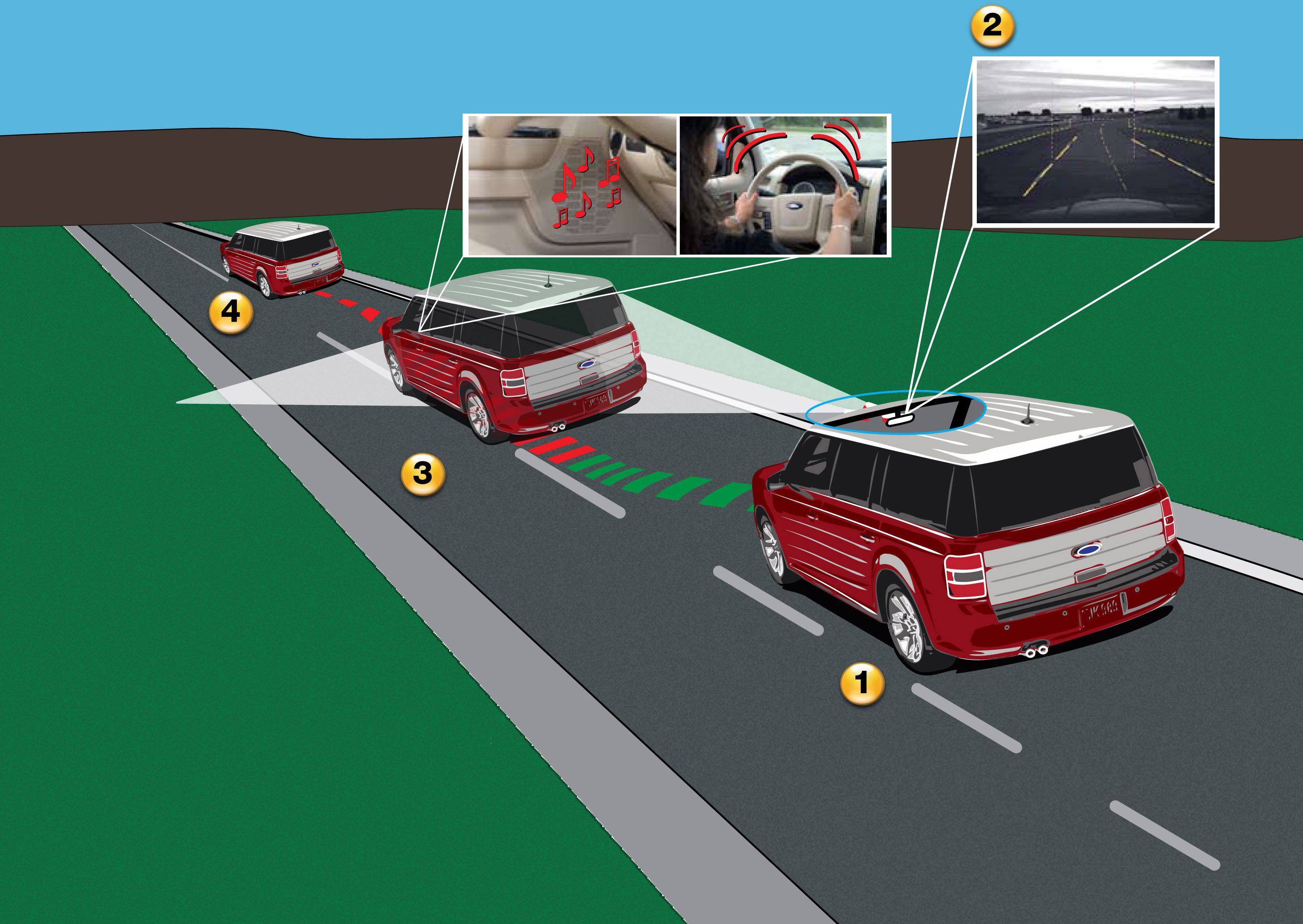
防瞌睡駕駛

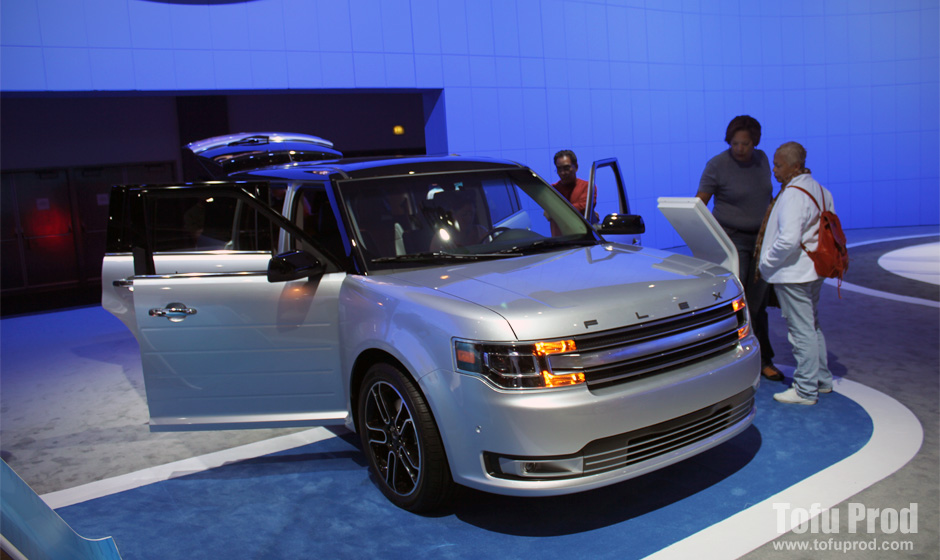
2013版

| 年   | 量     | 增減   |
| ---- | ------ | ------ |
| 2008 | 14,457 |        |
| 2009 | 38,717 | 24,250 |
| 2010 | 34,227 | 4,490  |
| 2011 | 27,428 | 6,799  |

## 外部連結
- 福特Flex組裝遊戲 （页面存档备份，存于）
- Official Ford Flex website （页面存档备份，存于） at FordVehicles.com
- Ford Motor Company video introducing the all new Flex. （页面存档备份，存于）